# 宮下リカ
宮下 リカ（みやした りか、1990年3月25日 - ）は、日本のAV女優。トイズプロジェクト (ポップスターグループ)所属。
身長:165cm。スリーサイズ:B84(C)・W58・H84cm。

## 略歴・人物
2010年2月にAVデビュー。

## 出演作品

### アダルトDVD
2010年
- SUPER GIRL DEBUT （2月13日、嵐を呼ぶスーパーガール）
- 女教師のSEX事情 （3月1日、嵐を呼ぶスーパーガール）
- ミニスカートの誘惑 〜八頭身ガールのSTANDING FUCK〜 （4月1日、嵐を呼ぶスーパーガール）
- 働くオンナ斬り 3 〜高学歴OLをハメ殺せ!〜 （4月1日、プレステージ）…オムニバス作品 他出演:さおり、ちさと、ひらいゆい、しまだえり、たなかゆきこ ※「いとうみき」名義
- 働くオンナ63 営業先で犯される超美人OL 某パンティストッキングメーカー 営業 入社2年目 （4月21日、プレステージ）
- 「女に恥をかかせない!男を求めている昼下がりの専業主婦がしかける（視線/パンチラ/密着）の欲情サインを見逃すな!」 VOL.4 （4月22日、DANDY）…オムニバス作品 他出演:新山ゆきみ、しずく、加藤なお ほか
- 断れない新人OL （5月13日、MOODYZ）
- 彼女なら!彼氏のち○ぽ当ててみろ!! 9 （5月13日、はじめ企画）…オムニバス作品 他出演:星乃せあら、河純ひなみ ほか
- 大学の授業中に痴漢され声も出せず絶頂する女子大生 （5月27日、ナチュラルハイ）…オムニバス作品 他出演:野中あんり、伊東麻央、橘ミオン ほか
- 高級エステに通うお嬢様の汚れていない敏感クリトリスに電マ （7月8日、ナチュラルハイ）…オムニバス作品
- 現役OLの裏バイト 〜ローカル編〜 岡山県倉敷市 Rさん （7月16日、S級素人）
- ソルトシャワー 熟若女のおしっこみせて Vol.9 （7月19日、ゲロニア）…オムニバス作品 他出演:柳田やよい、早乙女ルイ、雪見紗弥、山口あずさ、三村ちな、スザンナ、瀬名あゆむ、椎名唯、秋菜サラ、南ありさ、愛澤ルナ、広瀬ゆな、花木あのん、朝香涼、佐々木四季、愛澤ほなみ、なち、春山香織、椎名悠 ほか
- 犯られる女教師 リカ （7月25日、隼エージェンシー）
- アクメM調教 （8月1日、MOODYZ）
- 達磨若妻悶絶遊戯 第三巻 （8月6日、マッド）
- MY FAVORITE WITH パンティーストッキング BLACK 6 （8月20日、エッチアールシー）…オムニバス作品 他出演:泉結愛、田野みさと
- 病院で白衣の天使にしてほしいエッチな看護ベストテン （8月24日、ROCKET）…共演:大堀香奈、つくし、矢沢るい、山梨ゆず、松下カレン、麻宮かりん、こずえまき
- 中出しニーソックス女子校生 （9月24日、TMA）…オムニバス作品 他出演:成瀬心美、国見奈々、小峰ひなた、平塚ゆい、園田ユリア、加藤なつみ
- LOVE BOOTS DELICIOUS 11 （10月22日、エッチアールシー）…オムニバス作品 他出演:稲森しほ、蒼葉ゆめ、田野みさと
- フェラコレ2010秋SP （10月25日、隼エージェンシー）…オムニバス作品 他出演:青木琴音、竹内結、愛内まほ、MOE、梨杏、伊東麻央、宮下まい、早乙女ルイ、ましろ杏、愛音ゆう、愛澤ほなみ、橘ひなた、月野キラリ、高倉舞、桜りお、松すみれ、瀬名あゆむ、椎名唯、平山薫、平塚ゆい、矢沢るい、鈴木なつ、雪見紗弥、高井みほ、羽月希、可愛りん、佐々木四季、新山ゆきみ、大堀香奈
- こだわりの手コキ 4時間SP 38人のハンドメイド 17 (11月25日、隼エージェンシー)…オムニバス作品 他出演:宮下まい、青木琴音、MOE、ましろ杏、水玉レモン、愛音ゆう、愛内まほ、愛澤ほなみ、葵ちひろ、杏りり、羽月希、加藤なつみ、橘ひなた、高倉舞、桜りお、七葉しほり、松すみれ、森みさと、伊東麻央、泉麻那、早乙女ルイ、椎名唯、梅咲ほの香、平山薫、平塚ゆい、矢沢るい、梨杏、鈴木なつ、和葉みれい、茉莉花、雪見紗弥、高井みほ、可愛りん、月野きらり、小西レナ、大堀香奈、牧瀬もも、ほしのさり